# Ángela Martínez
Ángela Martínez Guillén (Elche, 18 de marzo de 2004) es una deportista española que compite en natación, en la modalidad de aguas abiertas.
Ganó una medalla de bronce en la Copa Mundial de Natación en Aguas Abiertas de 2024 disputada en Egipto, en la prueba de 10 km. Participó en los Juegos Olímpicos de París 2024, ocupando el décimo lugar en la prueba de 10 km.
Estudió el grado en Nutrición Humana y Dietética en la Universidad Isabel I de Burgos.